# 正义与发展党 (土耳其)
正義與發展黨（土耳其語：Adalet ve Kalkınma Partisi，簡稱或），简称正发党，是一個右翼民粹主義的伊斯蘭主義、保守主義和大西洋主义土耳其政黨，自2002年起一直是土耳其的執政黨。領袖為現任土耳其总统雷傑普·塔伊普·埃爾多安。

## 歷史
正義與發展黨在2001年由多個原右翼伊斯蘭主義黨派的成員，包括前伊斯坦布爾市長雷杰普·塔伊普·埃尔多安及阿卜杜拉·居尔聯合成立，正義與發展黨在成立早期，自身定義為親西方的中間偏右政黨，倡導伊斯蘭民主保守主義的社會議程與自由市場經濟，曾被譽為伊斯蘭世俗民主國家的規範。並支持土耳其成為歐盟的成員國資格。
在2005年該黨被給予成為親歐盟中間偏右政黨歐洲人民黨觀察員身分的資格。但正發黨隨後在2013年加入了疑歐歐洲保守派和改革主義者聯盟，加上埃爾多安被指開始在國內打壓新聞自由、破壞司法獨立和打擊庫爾德等少數族群，違反人權及破壞民主秩序，土耳其將難以甚至完全不可能加入歐盟。
2002年大選，正義與發展黨雖然只獲得逾三成選票，但因原本的執政聯盟美德黨等中間偏右政黨及極右翼民族主義行動黨得票少過10%的問鑑而無法進入土耳其大國民議會，使正義與發展黨獲得壓倒性的勝利，取得363席，獲得三分之二的國會議席。選舉獲勝後，原本理應由黨的領袖雷杰普·塔伊普·埃尔多安成為總理，但黨的副領袖阿卜杜拉·居尔成為總理。2003年修憲後由黨領袖雷杰普·塔伊普·埃尔多安經補選進入土耳其大國民議會，並被國會選為總理，居尔改任副總理及外交部長。
2007年大選，正義與發展黨的得票率增長至47%。因房雖然國會席次下降至341席，但仍是國會第一大黨，取得過半數議席。埃爾多安續任總理一職，而他之後提名原黨副領袖居爾出任總統，因居爾作為政治人物，以及正义与发展党的重要領導人物，他的提名受到在野黨共和人民黨的強烈反對和抵制，結果在國會經過多輪投票後才成為總統。同年修改憲法，把總統改為直選產生，任期由7年及不能連任，改為任期5年，可以連任一次，但仍是虛位元首。
2011年，執政黨正義與發展黨通過修憲公投，限制軍方的權力。同年舉辦的大選，正義與發展黨得票率進一步增加，至49.8%，取得327個國會席次（雖然議席減少），成為三度連任的多數黨政府。
2014年，埃爾多安當選土耳其總統，艾哈迈德·达武特奥卢接任正義與發展黨領袖及土耳其總理，不過，埃爾多安雖然作為土耳其總統及憲法上的虛位元首，但通過任命總理和主持內閣會議，實際上繼續掌握行政權力。
在2015年6月的大選中，正義與發展黨的得票率下降至40.9%，左派的土耳其人民民主黨跨越10%的得票問鑑進入土耳其大國民議會，使正義與發展黨自2002年以來，正義與發展黨執政13年來首次未能取得國會過半數議席。因組建聯合政府失敗，埃爾多安決定重新舉行大選2015年11月的第二次大選中，正義與發展黨取得過半數議席，得以繼續執政。
2017年，執政黨正義與發展黨在修憲公投中勝出，把土耳其由議會制轉為總統制，增加總統的行政權力，並把國會議席由550席至600席，任期和總統相同，同樣為5年。
2018年土耳其大選，埃爾多安首次當選在總統制下擁有行政權力的土耳其總統，並連同民族主義行動黨獲得國會過半數議席，土耳其正式改行總統制。
2023年土耳其大選，埃爾多安在經過兩輪投票後成功連任總統。

## 政策
正义与发展党宣称“叙利亚人是我们的兄弟”，并始终积极接收叙利亚内战难民，坚持其为数百万难民提供庇护的政策，由此使土耳其成为全球第一大难民接收国，并引发了相关社会问题。截至2023年，土耳其共收容了约400万难民，其中包括超过300万叙利亚内战难民，以及大量伊拉克人和阿富汗人。土耳其前反对派领导人凯末尔·克勒奇达尔奥卢于2023年土耳其大选中批评此难民政策，并承诺一旦当选总统就会遣返所有难民。